# رادين سوديرمان
الجنرال سويدرمان (بالإندونيسية: Soedirman)‏ (و. 1916 – 1950 م) هو عسكري، ومدرس، وسياسي، ومدير مدرسة، ومقاوم، وضابط  إندونيسي، ولد في بوربالينغا، بدأ مشواره المهني سنة 1944، ويحمل رتبة عسكرية عميد، وGrand general (Indonesia) ‏، وفريق أول، والقائد العام للجيش ‏، توفي في مجلانغ، عن عمر يناهز 34 عاماً ، بسبب سل.

## مناصب
تولى منصب قائد القوات المسلحة الوطنية الإندونيسية
.

## التعليم
تعلم في Meer Uitgebreid Lager Onderwijs ‏ 1932–1935، وتعلم في Hollandsch-Inlandsche School ‏ حتى 1930
.

## الخدمة العسكرية
خدم في جيش.

## القيادات
تولى قيادة:
القوات المسلحة الإندونيسية

## جوائز
حصل على جوائز منها:
- بطل إندونيسيا الوطني
- نجم ماهابوترا  [لغات أخرى]‏
- نجم جمهورية إندونيسيا
- Bintang Sakti  [لغات أخرى]‏[7]